# Championnat d'Asie et d'Océanie féminin de volley-ball
Le Championnat d'Asie et d'Océanie féminin de volley-ball est une compétition sportive internationale de volley-ball. Il est organisé par la Asian Volleyball Confederation (AVC). Il a été créé en 1975. Il se déroule tous les deux ans depuis 1987. 

## Palmarès
| Année | Lieu                               | Champion                                    | Finaliste                                   | Troisième                                   | Quatrième                                   |
| ----- | ---------------------------------- | ------------------------------------------- | ------------------------------------------- | ------------------------------------------- | ------------------------------------------- |
| 1975  | Melbourne                          | Japon                                       | Corée du Sud                                | Chine                                       | Australie                                   |
| 1979  | Hong Kong                          | Chine                                       | Japon                                       | Corée du Sud                                | Australie                                   |
| 1983  | Fukuoka                            | Japon                                       | Chine                                       | Corée du Sud                                | Taïwan                                      |
| 1987  | Shanghai                           | Chine                                       | Japon                                       | Corée du Sud                                | Nouvelle-Zélande                            |
| 1989  | Hong Kong                          | Chine                                       | Corée du Sud                                | Japon                                       | Taïwan                                      |
| 1991  | Bangkok                            | Chine                                       | Japon                                       | Corée du Sud                                | Corée du Nord                               |
| 1993  | Shanghai                           | Chine                                       | Japon                                       | Corée du Sud                                | Taïwan                                      |
| 1995  | Chiang Mai                         | Chine                                       | Corée du Sud                                | Japon                                       | Taïwan                                      |
| 1997  | Manille                            | Chine                                       | Corée du Sud                                | Japon                                       | Taïwan                                      |
| 1999  | Hong Kong                          | Chine                                       | Corée du Sud                                | Japon                                       | Thaïlande                                   |
| 2001  | Nakhon Ratchasima                  | Chine                                       | Corée du Sud                                | Thaïlande                                   | Japon                                       |
| 2003  | Hô Chi Minh-Ville                  | Chine                                       | Japon                                       | Corée du Sud                                | Thaïlande                                   |
| 2005  | Taicang                            | Chine                                       | Kazakhstan                                  | Japon                                       | Corée du Sud                                |
| 2007  | Nakhon Ratchasima                  | Japon                                       | Chine                                       | Thaïlande                                   | Corée du Sud                                |
| 2009  | Hanoï                              | Thaïlande                                   | Chine                                       | Japon                                       | Corée du Sud                                |
| 2011  | Taipei                             | Chine                                       | Japon                                       | Corée du Sud                                | Thaïlande                                   |
| 2013  | Nakhon Ratchasima                  | Thaïlande                                   | Japon                                       | Corée du Sud                                | Chine                                       |
| 2015  | Tianjin                            | Chine                                       | Corée du Sud                                | Thaïlande                                   | Taïwan                                      |
| 2017  | Binan/Muntinlupa                   | Japon                                       | Thaïlande                                   | Corée du Sud                                | Chine                                       |
| 2019  | Séoul                              | Japon                                       | Thaïlande                                   | Corée du Sud                                | Chine                                       |
| 2021  | La Pampangue/Subic (en)/Clark (en) | Annulé en raison de la pandémie de Covid-19 | Annulé en raison de la pandémie de Covid-19 | Annulé en raison de la pandémie de Covid-19 | Annulé en raison de la pandémie de Covid-19 |
| 2023  | Đà Lạt                             |                                             |                                             |                                             |                                             |

## Tableau des médailles
| Rang | Nation       | Or | Argent | Bronze | Total |
| ---- | ------------ | -- | ------ | ------ | ----- |
| 1    | Chine        | 13 | 3      | 1      | 17    |
| 2    | Japon        | 5  | 7      | 6      | 18    |
| 3    | Thaïlande    | 2  | 2      | 3      | 7     |
| 4    | Corée du Sud | 0  | 7      | 10     | 17    |
| 5    | Kazakhstan   | 0  | 1      | 0      | 1     |

## Meilleures joueuses par tournoi
- 2001 –  Feng Kun
- 2003 –  Zhao Ruirui
- 2005 –  Chu Jinling
- 2007 –  Miyuki Takahashi
- 2009 –  Onuma Sittirak
- 2011 –  Wang Yimei
- 2013 –  Wilavan Apinyapong
- 2015 –  Zhu Ting
- 2017 –  Risa Shinnabe
- 2019 –  Mayu Ishikawa